# Francesco Mantica (1534–1614)
Francesco Mantica (ur. 20 marca 1534 w Venzone, zm. 28 stycznia 1614 w Rzymie) – włoski kardynał.

## Życiorys
Urodził się 20 marca 1534 roku w Venzone, jako syn Andrei Fontany Manticów. Studiował na Uniwersytecie Padewskim, gdzie uzyskał doktorat utroque iure. Następnie został wykładowcą na macierzystej uczelni i audytorem Roty Rzymskiej. 5 czerwca 1596 roku został kreowany kardynałem diakonem i otrzymał diakonię Sant’Adriano al Foro. 24 stycznia 1597 roku został podniesiony do rangi kardynała prezbitera i otrzymał kościół tytularny San Tommaso in Parione. 13 stycznia 1614 roku został kamerlingiem Kolegium Kardynałów, jednak zmarł piętnaście dni później w Rzymie.

Vaticanae lucubrationes de tacitis et ambiguis conventionibus, 1621